# Cazwell

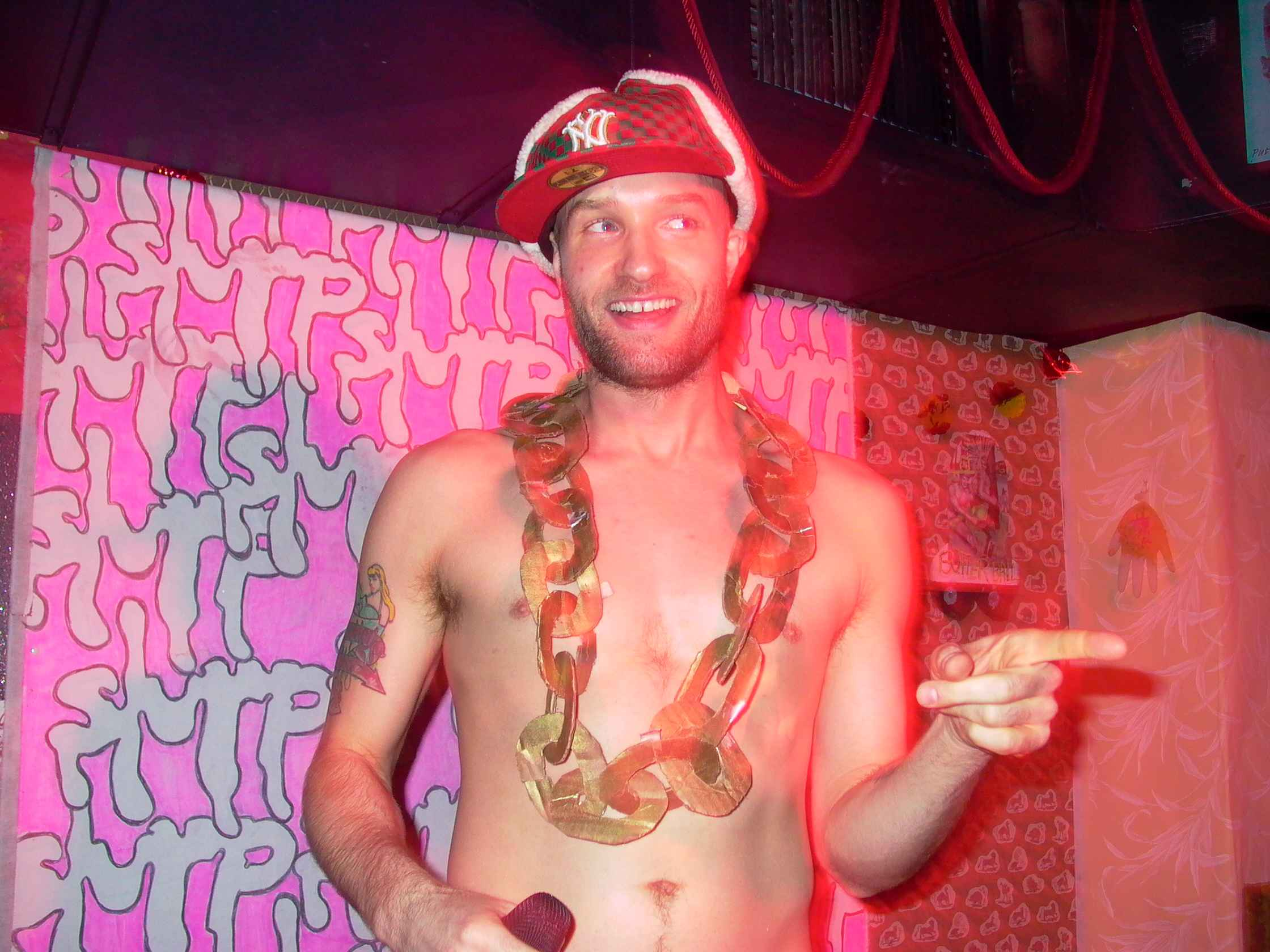
Cazwell (2006)

Luke Caswell, znany pod pseudonimem Cazwell (ur. 27 czerwca 1979 w Worcester w stanie Massachusetts) – amerykański raper, producent muzyczny, DJ. Jest znany ze współpracy z Amandą Lepore i wyrazistych tekstów utworów, których sam jest autorem. Jego twórczość koncentruje się na tematach powiązanych ze środowiskiem LGBT i jest promowana przez stację telewizyjną Logo.

## Kariera
Przez lata współpracował z gwiazdami muzyki pop − prócz Amandy Lepore, także z Lady Gagą (nagrał z nią remiks przeboju „Just Dance”, supportował również podczas jednej z jej tras koncertowych), a także z Boyem George'em.
W 2006 przez wytwórnię West End Records wydany został debiutancki album studyjny Cazwella, zatytułowany Get Into It. Płytę promowały wydane na przestrzeni lat 2006−2008 single, „All Over Your Face”, „Do You Want to Break Up”, „I Buy My Socks On 14th Street” i „Watch My Mouth”. Cazwell jako raper gościnnie w wystąpił na singlu Coltona Forda „That's Me” wraz ze Stephenem Reedem i Peppermint „Servin 'it Up”. Emisja pierwszego z nich, kontrowersyjnego „All Over Your Face”, początkowo została zabroniona przez skierowaną do społeczności LGBT stację telewizyjną Logo z powodu nadto bezpośredniego przekazu oraz seksualnej symboliki wideoklipu do utworu, wyreżyserowanego przez Francisa Legge.
Latem 2007 Cazwell był częścią trasy koncertowej True Colors Tour, która odbyła się w piętnastu miastach Ameryki Północnej. Trasa, organizowana przez Logo, była prowadzona przez aktorkę komediową Margaret Cho i amerykańską wokalistkę Cyndi Lauper, a wzięli w niej udział: Deborah Harry, Rufus Wainwright, The Dresden Dolls, Rosie O’Donnell, Indigo Girls, Stephen Reed i inni goście specjalni. Zyski z tournée pomogły przynieść korzyści organizacjom LGBT, Human Rights Campaign, PFLAG i Fundacji Matthew Sheparda.
Gościł w finałowym odcinku reality show RuPaul’s Drag Race (2009).
Piosenka „Cotton Candy” w wykonaniu Amandy Lepore z jego tekstem była wykorzystana w komedii Another Gay Sequel: Gays Gone Wild (2008) i komediodramacie BearCity (2010). Wykonał utwór „Downtown” w jednym z odcinków serialu Homeland (2015).
W 2010 i 2011 wydał niealbumowe single „Ice Cream Truck” i „Get My Money Back”, utrzymane w konwencji electrohopu.
W 2011 wspólnie z Geoffreyem Mac’em stworzył kolekcję bokserek, zainspirowaną tytułem jego przeboju „Ice Cream Truck”.

## Życie prywatne
Cazwell jest zdeklarowanym gejem. Zamieszkał w Nowym Jorku.

## Dyskografia

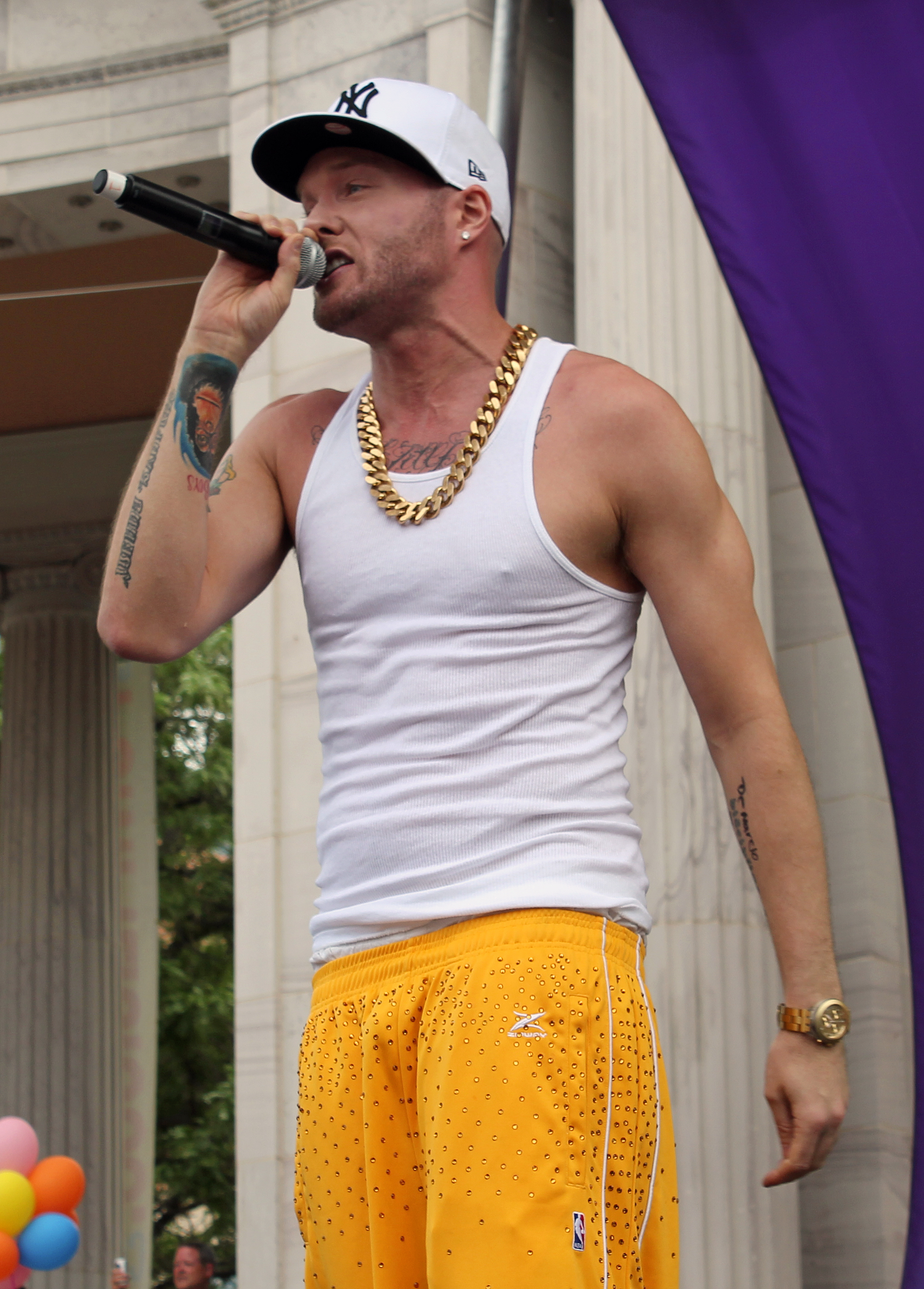
Cazwell (2011)

### Albumy
- 2006: Get Into It
- 2009: Watch My Mouth
- 2014: Hard 2 B Fresh

### Single
- 2003: „The Sex That I Need” (z Avenue D)
- 2006: „All Over Your Face” (#31 US Dance)
- 2006: „That's Me” (feat. Colton Ford & Stephen Reed)[15]
- 2006: „Do You Wanna Break Up”
- 2006: „I Buy My Socks On 14th Street”
- 2007: „Watch My Mouth”
- 2008: „I Seen Beyoncé” z Jonnym Makeup (#23 US Dance)
- 2009: „Tonight”
- 2010: „Get Into It” z Amandą Lepore
- 2010: „Ice Cream Truck”
- 2011: „Get My Money Back” (#31 US Dance)
- 2011: „Unzip Me” z Peaches
- 2012: „Rice and Beans”
- 2013: „Guess What?” z Lucianą Caporaso
- 2013: „No Selfie Control”
- 2014: „Helen Keller” z Manilą Luzon, Roxy & Richie Berettą
- 2014: „Dance Like You Got Good Credit” z Cherie Lily
- 2017: „Loose Wrists”